# Шатоква (Канзас)
Шатоква (енгл. Chautauqua) град је у америчкој савезној држави Канзас.

## Демографија
По попису из 2010. године број становника је 111, што је 2 (-1,8%) становника мање него 2000. године.
| Група             | 2000.       | 2010.      |
| Белци             | 101 (89,4%) | 97 (87,4%) |
| Афроамериканци    | 0 (0,0%)    | 0 (0,0%)   |
| Азијати           | 0 (0,0%)    | 1 (0,9%)   |
| Хиспаноамериканци | 0 (0,0%)    | 1 (0,9%)   |
| Укупно            | 113         | 111        |